# Eudald Serra

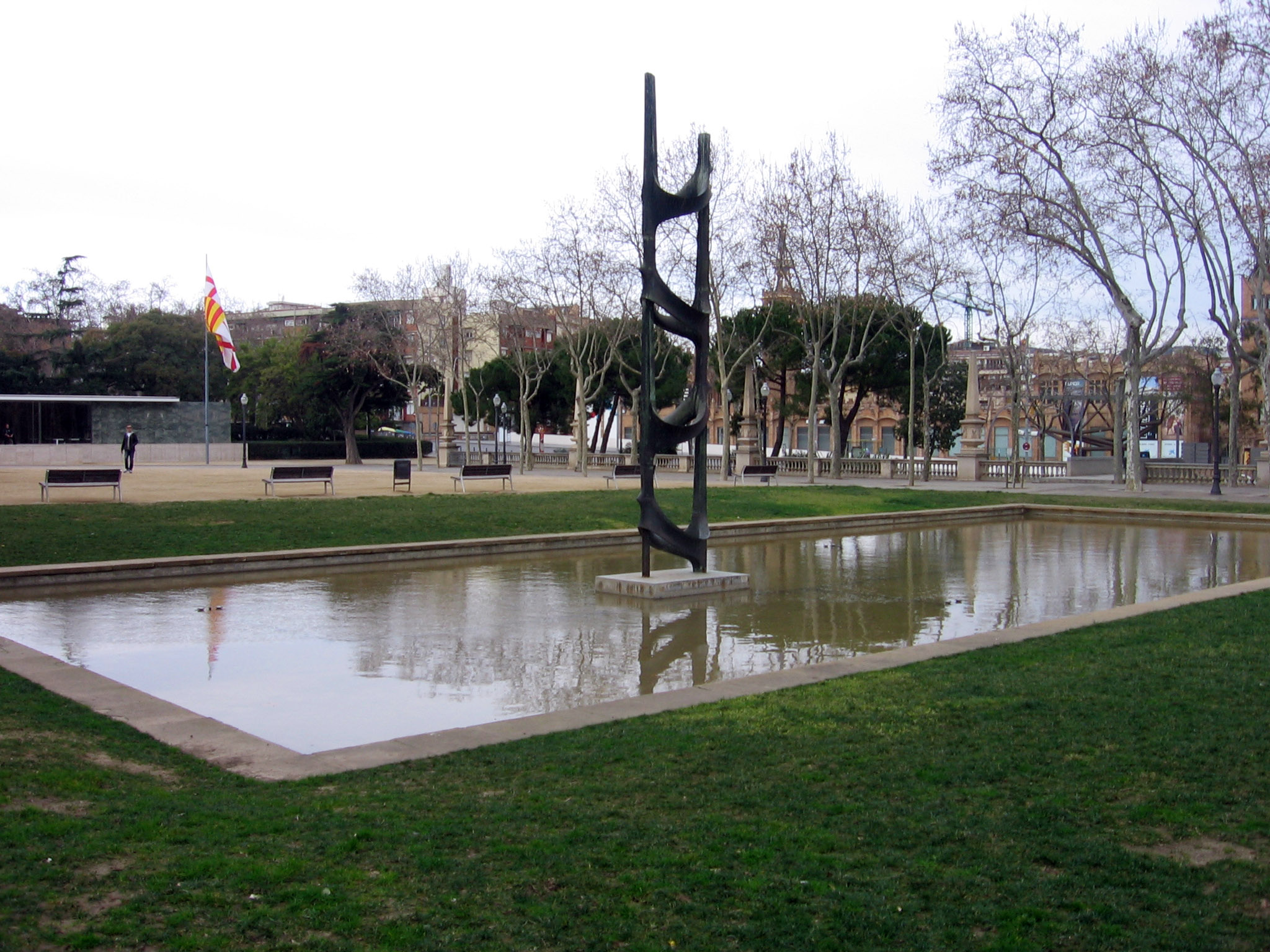
Evocación del trabajo (1961), Montjuïc, Barcelona.

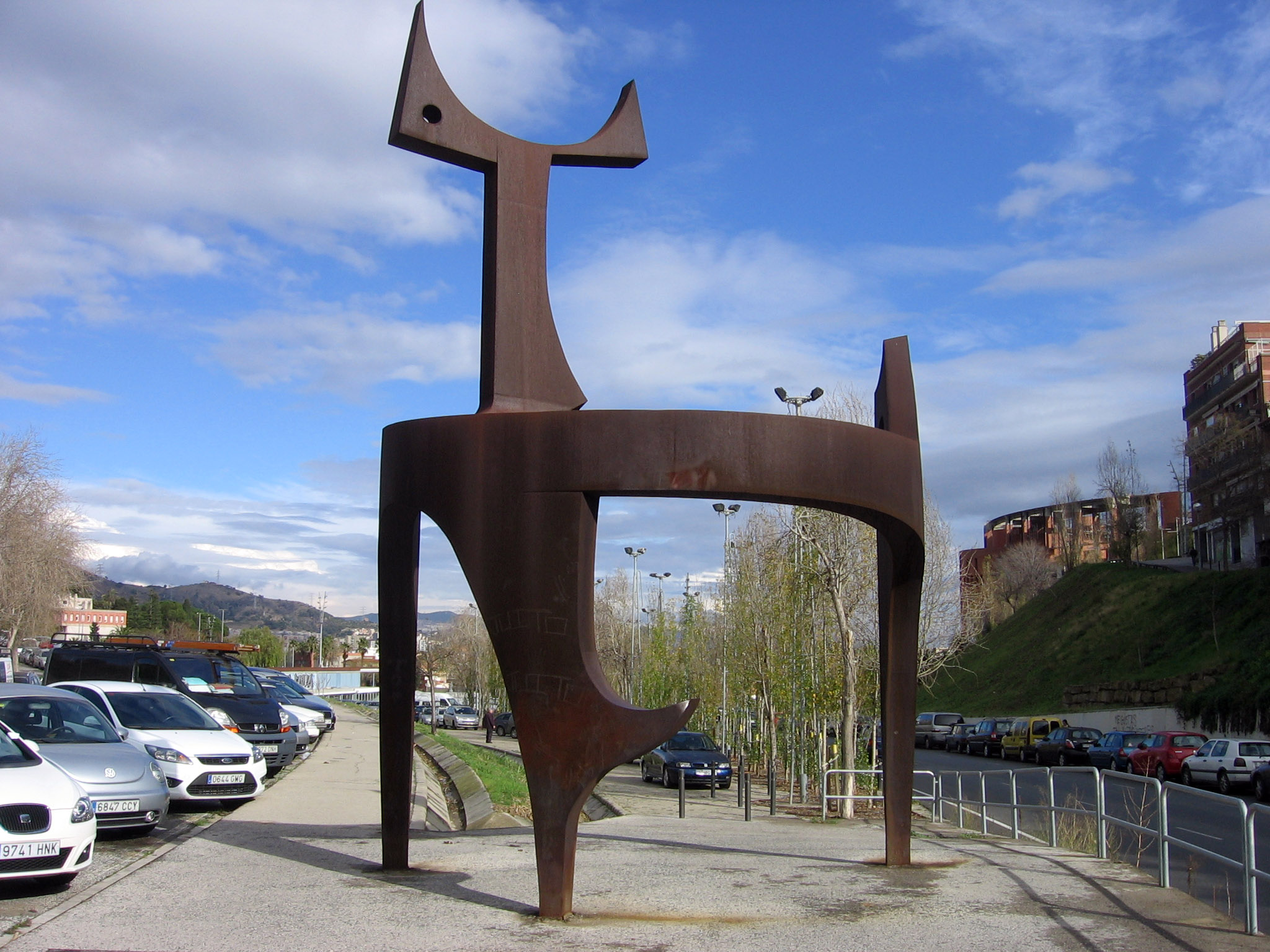
Forma y espacio (1966), parque del Valle de Hebrón, Barcelona.

Eudald Serra i Güell (Barcelona, 1911-ibidem, 2002) fue un escultor español. 

## Biografía
Discípulo de Ángel Ferrant, se dio a conocer en la exposición del ADLAN en la Librería Catalònia (1935). De estilo surrealista, se movió entre el organicismo de Hans Arp y los montajes de Julio González. Vivió un tiempo en Japón, y a su regreso trabajó en un estilo de inspiración oriental. En los años 1950 cultivó una escultura no figurativa de estructura orgánica, con superficies curvas con gran profusión de vacíos. Trabajó como ceramista con Josep Llorens i Artigas, y colaboró como etnólogo con el Museo Etnológico de Barcelona.

## Obras
- Esculturas de la fachada de la iglesia Hogares Mundet (1958), Barcelona.
- Evocación del trabajo (1961), Montjuïc, Barcelona.
- El campo y el Mediterráneo (1961), paseo de Gracia, Barcelona.
- Forma y espacio (1966), parque del Valle de Hebrón, Barcelona.
- A Margarita Xirgu (1988), plaza Canonge Colom, Barcelona. En memoria de la actriz Margarita Xirgu.